# Ungarns Kunsthåndværksmuseum
Ungarns Kunsthåndværksmuseum (ungarsk: Magyar Iparművészeti Múzeum) er et museum i Budapest i Ungarn. Jugendstilbygningen der rummer museet opførtes i perioden 1893 til 1896 efter et projekt af arkitekterne Ödön Lechner og Gyula Pártos. Bygningen er en af de mest karakteristiske og mest repræsentative former for Lechners arkitektoniske stil, der byder på traditionel ungarsk keramik, herunder keramik fra Zsolnay og Maiolica, som også viser islamiske og hindumotiver (et andet eksempel herpå er Ungarns Geologiske Institut ikke langt fra Budapest Bypark).
Kunsthåndværksmuseet befinder sig ikke langt fra den sydlige ende af Nagykörút-boulevarden i bydelen Ferencváros, som kan nås via Budapest Metros linje tre.